# Bobsleeën op de Olympische Winterspelen 2018
Bobsleeën was een sport die werd beoefend tijdens de Olympische Winterspelen 2018 in Pyeongchang. De wedstrijden vonden plaats in het Alpensia Sliding Centre.
Er waren drie disciplines: tweemans- en viermansbob en vrouwen ('tweemans'). Elke wedstrijd omvatte vier afdalingen, verdeeld over twee dagen. De tijden van alle vier de afdalingen werden samengeteld. Opmerkelijk was dat in de tweemansbob twee teams met dezelfde tijd eindigden op de eerste plaats en in de viermansbob twee teams gelijk op de tweede plaats. In de tweemansbob werden daarom twee gouden en geen zilveren medaille uitgereikt en in de viermansbob twee zilveren en geen bronzen medaille.
Bij de vrouwen had België twee bobs afgevaardigd: Elfje Willemsen (pilote) en Sara Aerts werden elfde, An Vannieuwenhuyse en Sophie Vercruyssen twaalfde op twintig deelnemende teams.
Het damesteam van de Olympische atleten uit Rusland, dat aanvankelijk als twaalfde was geëindigd, werd gediskwalificeerd na een positieve dopingtest van de pilote Nadezhda Sergeeva.

## Wedstrijdschema
| Datum       | Lokale tijd | MET   | Mannen                  | Vrouwen                 |
| ----------- | ----------- | ----- | ----------------------- | ----------------------- |
| 09 februari | 20:00       | 12:00 | Openingsceremonie       | Openingsceremonie       |
| 18 februari | 20:05       | 12:05 | Tweemansbob (run 1 & 2) |                         |
| 19 februari | 20:15       | 12:15 | Tweemansbob (run 3 & 4) |                         |
| 20 februari | 20:50       | 12:50 |                         | Tweemansbob (run 1 & 2) |
| 21 februari | 20:40       | 12:40 |                         | Tweemansbob (run 3 & 4) |
| 24 februari | 09:30       | 01:30 | Viermansbob (run 1 & 2) |                         |
| 25 februari | 09:30       | 01:30 | Viermansbob (run 3 & 4) |                         |
| 25 februari | 20:00       | 12:00 | Sluitingsceremonie      | Sluitingsceremonie      |

## Medailles

### Mannen
| Onderdeel   | Goud | Goud                                                             | Zilver | Zilver                                                 | Brons | Brons                          |
| ----------- | ---- | ---------------------------------------------------------------- | ------ | ------------------------------------------------------ | ----- | ------------------------------ |
| Tweemansbob | CAN  | Justin Kripps Alexander Kopacz                                   |        |                                                        | LAT   | Oskars Melbārdis Jānis Strenga |
| Tweemansbob | GER  | Francesco Friedrich Thorsten Margis                              |        |                                                        | LAT   | Oskars Melbārdis Jānis Strenga |
| Viermansbob | GER  | Francesco Friedrich Candy Bauer Martin Grothkopp Thorsten Margis | GER    | Nico Walther Kevin Kuske Alexander Rödiger Eric Franke |       |                                |
| Viermansbob | GER  | Francesco Friedrich Candy Bauer Martin Grothkopp Thorsten Margis | KOR    | Won Yun-jong Jun Jung-lin Seo Young-woo Kim Dong-hyun  |       |                                |

### Vrouwen
| Onderdeel   | Goud | Goud                          | Zilver | Zilver                           | Brons | Brons                             |
| ----------- | ---- | ----------------------------- | ------ | -------------------------------- | ----- | --------------------------------- |
| Tweemansbob | GER  | Mariama Jamanka Lisa Buckwitz | USA    | Elana Meyers Taylor Lauren Gibbs | CAN   | Kaillie Humphries Phylicia George |

### Medaillespiegel
| Plaats | Land             | NOC    | Goud | Zilver | Brons | Totaal |
| ------ | ---------------- | ------ | ---- | ------ | ----- | ------ |
| 1      | Duitsland        | GER    | 3    | 1      | 0     | 4      |
| 2      | Canada           | CAN    | 1    | 0      | 1     | 2      |
| 3      | Zuid-Korea       | KOR    | 0    | 1      | 0     | 1      |
| "      | Verenigde Staten | USA    | 0    | 1      | 0     | 1      |
| 5      | Letland          | LAT    | 0    | 0      | 1     | 1      |
| Totaal | Totaal           | Totaal | 4    | 3      | 2     | 9      |